# Jean III de Vienne
Pour les articles homonymes, voir Jean III.
Jean III de Vienne (- † 1382) a été évêque de Besançon, de Metz et de Bâle.

## Biographie
Il est le fils de Vauthier de Vienne (-1344), seigneur de Mirebel et d'Achillande de La Roche-en-Montagne.
En 1355, il succède à son oncle Hugues VI, fils de Philippe de Vienne, comme archevêque de Besançon.
En 1356, il devient gouverneur du duché de Bourgogne, Philippe Ier de Bourgogne étant âgé de dix ans.
Il devient évêque de Metz en 1361. Souhaitant affirmer l'autorité épiscopale sur les magistrats, il entre alors en conflit avec les bourgeois de la cité. Chassé dans son château de Vic-sur-Seille, il perd le soutien de son clergé. Il parvient, grâce à l'un de ses oncles cardinal, à se faire muter à Bâle.
C'est en 1365, qu'il devient évêque de Bâle. En 1367, il fait incendier Bienne dont les habitants remettent en cause son autorité. Une garnison de Berne vient l'assiéger dans son château du Schlossberg.
Il est mort le 7 octobre 1382 à Porrentruy où il a été enterré le 10 octobre 1382.
Il est le cousin germain de l'amiral Jean de Vienne.